# Muenster (Stati Uniti d'America)
Muenster è una città della contea di Cooke nel Texas, negli Stati Uniti. La popolazione era di 1 544 abitanti al censimento del 2010. Fondata da immigrati tedeschi, si trova lungo la U.S. Route 82.

## Geografia fisica
Secondo l'Ufficio del censimento degli Stati Uniti, ha una superficie totale di 2,55 mi² (6,60 km²).

## Storia
La città è stata fondata nel 1889 dai coloni tedeschi Carl ed Emil Flusche sulla Missouri-Kansas-Texas Railroad. La colonia era composta da 25 uomini, sette donne e sei bambini. Altri cattolici li seguirono dopo che furono pubblicati annunci sui giornali di lingua tedesca nel Midwest. Si supponeva che il nome della città fosse Westphalia, ma già esisteva un'altra città nel Texas con lo stesso nome. Per questo motivo, i coloni decisero di darle il nome della quasi omonima città di Münster in Vestfalia.
Il tedesco era parlato in città fino alla seconda guerra mondiale. Da allora, però, la lingua non è più stata insegnata nelle scuole e quasi non si parla più.
Il 90% della popolazione è di religione cattolica e molte usanze tedesche sono ancora oggi mantenute in città. Il cibo tradizionale tedesco può ancora essere acquistato nei negozi della città. Ogni anno in città si svolgono il Germanfest e un Mercatino di Natale.

## Società

### Evoluzione demografica
Secondo il censimento del 2010, la popolazione era di 1 544 abitanti.